# Зеленяк Парасковія Карпівна
Парасковія Карпівна Зеленяк (нар. 1918 — ?) — українська радянська діячка, новатор виробництва, слюсар-апаратник Носівського цукрового заводу Чернігівської області. Депутат Верховної Ради УРСР 7-го скликання.

## Біографія
Народилася в родині робітника-вантажника.
З 1934 року — робітниця, слюсар-апаратник Носівського цукрового заводу міста Носівки Чернігівської області. Без відриву від виробництва закінчила курси, здобула професію апаратника.

## Нагороди
- орден Леніна (1966)
- медаль «За доблесну працю у Великій Вітчизняній війні 1941—1945 рр.»
- медалі
- значок «Відмінник соціалістичного змагання УРСР»